# Заріччя (Гагарінський район)
Заріччя (рос. Заречье) — присілок Гагарінського району Смоленської області Росії. Входить до складу Акатовського сільського поселення.
Населення — 7 осіб (2007 рік). 